# سنتين وأنا أحايل فيك

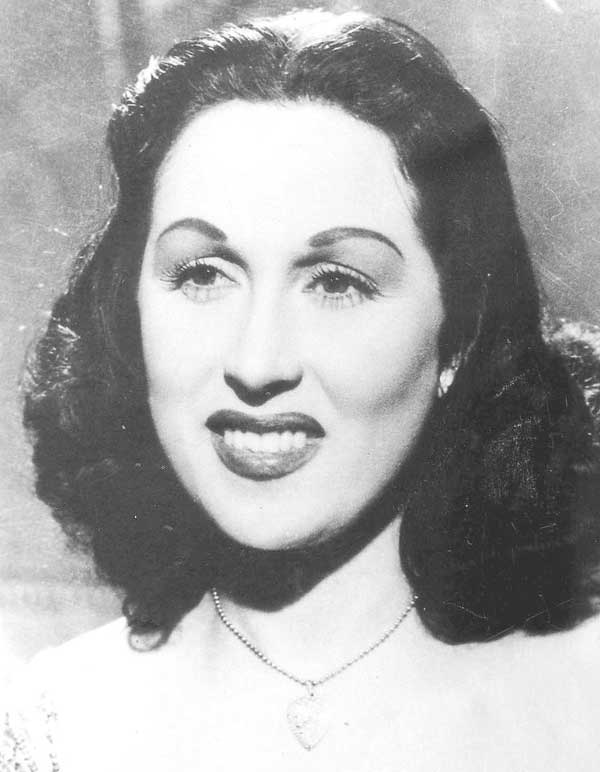
ليلى مراد

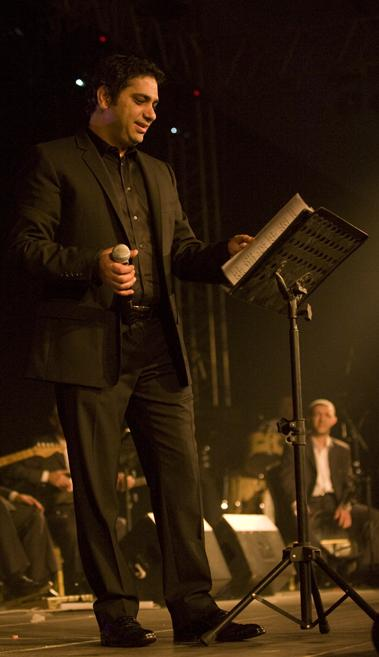
فضل شاكر

سنتين وأنا أحايل فيك  أغنية مصرية صدرت عام 1949 من كلمات الشاعر مأمون الشناوي وألحان رؤوف ذهني وغناء ليلى مراد. الأغنية مدتها 10:47 دقيقة وصدرت عام 1949. كانت ألحان ذهني تستهوي ليلى مراد حيث غنت من ألحانه:  "كلمة أحبك"، "بتبيع وتشتري فيه"، "العيش والملح"، "انتهينا"، "اسمع يا حبيبي"، و"هو اللي بحبه".

## تكوين الأغنية
الأغنية من مقام "كرد" ومدتها 10:47 دقيقة، تستمر المقدمة الموسيقية حوالي  3 دقائق، ثم تأتي الأغنية مكونة من 3 مقاطع:
المقطع الأول: لحن متقطع يشبه دقات الساعة.
المقطع الثاني: لحن انسيابي يعتمد على جملة واحدة تتكرر من درجات متتالية.
المقطع الثالث: لحن إيقاعي سريع (مزيج من مدة من الأصوات وتوقف في وتيرة معينة).
تنتهي الأغنية بإعادة المقطع الثاني من المقدمة الموسيقية بعد المذهب (أول أجزاء الأغنية الذي يمكنك فصله وغناؤه وحده).

## مناسبة الأغنية
روى الناقد طارق الشناوي قصة عن كتابة اغنية "سنتين وأنا أحايل فيك" تفيد أن ملحن الأغنية رؤوف ذهني، الذي كان يجاهد ليصبح مطرباً ذائع الصيت، كان  يستعد لتسجيل أغنية في الإذاعة المصرية وكانت كلماتها مليئة بحرف الراء (وهو كان ألثغ في هذا الحرف) ولهذا لجأ لصديقه الشاعر مأمون الشناوى لكى ينقذه من هذه الورطة مخافة أن ترفض لجنة الاستماع في الإذاعة أغنيته، وأستطاع مأمون الشناوي أن يكتب كلمات أغنية على نفس اللحن الذي أعده رؤوف ذهني. وكانت اغنية (سنتين وأنا أحايل فيك/ ودموع العين تناديك) وبحرف راء واحد فقط في كل الأغنية، كان من الممكن أن يغير مأمون كلمة "وغرامك" بكلمة أخرى بلا راء، ولكنه قال لى اللثغة مرة واحدة نوع من الجمال. ويرى طارق الشناوي أن جمال اللحن وبراعة الكلمات جعل ليلى مراد تغنيها.

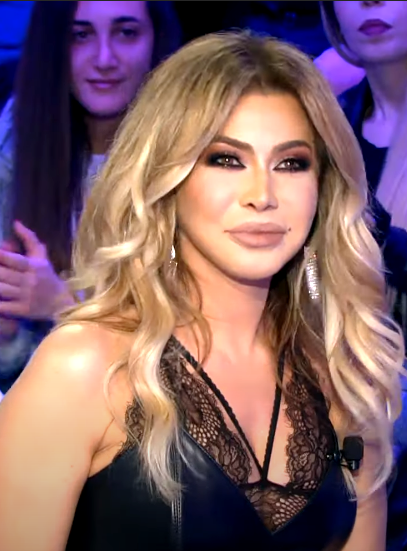
نوال الزغبي

## كلمات الأغنية

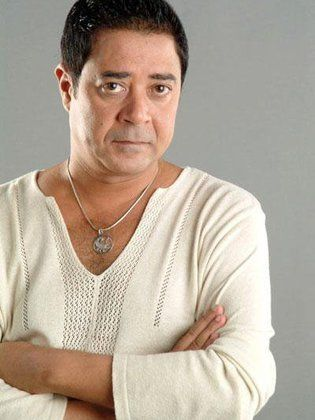
مدحت صالح

سنتين وانا احايل فيك ودموع العين تناديك

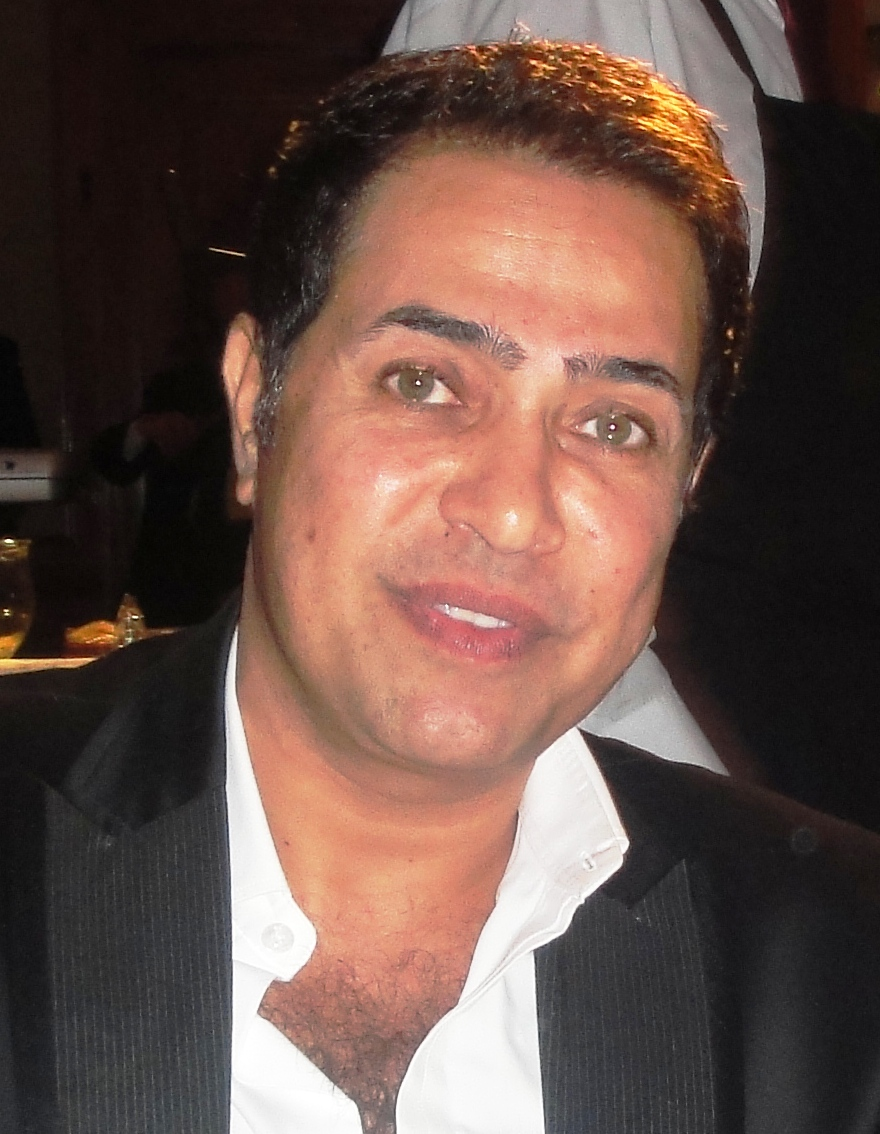
حكيم

يا سبب تعذيبي والاسم حبيبي سنتين
اتحمل سنه واتنين والوحدة عذاب وهوان
فين حبك وشوقك فين، فين عطفك عليا زمان
يا سبب تعذيبي والاسم حبيبي سنتين
يا ناسي عهود قلبين وغرامك كأنه ما كان
دا جمالك بعيد ع العين وخيالك في كل مكان
يا سبب تعذيبي والاسم حبيبي سنتين
سنتين وانا احايل فيك ودموع العين تناديك
لو تنسى خصامك يوم، يوم واحد من الأيام
وتصالح عليا النوم وتفوتني مع الاحلام
يا سبب تعذيبي والاسم حبيبي سنتين
سنتين وانا احايل فيك ودموع العين تناديك
يا سبب تعذيبي والاسم حبيبي سنتين 

## نسخ أخرى للأغنية
قدم الكثير من المغنيين والمغنيات من مختلف الدول العربية نسخهم الخاصة  من "سنتين وأنا أحايل فيك" على رأسهم: فضل شاكر (لبنان) – نوال الزغبي (لبنان) – مدحت صالح (مصر) – المغني الشعبي المصري حكيم – يسرا محنوش (تونس) – حسن فؤاد (مصر) – جيانا نداف (فلسطيم) – ليلى غفران (مغربية مصرية) – محسن صلاح الدين (المغرب) – يسري الحامولي (مصر) – نهاد فتحي (مصر) – رضا صديق (مصر) – تهاني محمد علي (مصر) – يوسف المطرف (الكويت) – هادي أسود (سوريا) – نداء شرارة (الأردن)
كما ظهر تسجيل على موقع اليوتيوب تغني فيه ليلى مراد الأغنية بمصاحبة عبد الحليم حافظ، في سهرة فنية يعود تاريخها لشهر يونيو عام 1956، جمعت بين عبد الحليم، وليلى مراد، وشقيقها الموسيقار منير مراد، والشاعر أحمد رامى، والملحن رؤوف ذهني، وحضرت السهرة الممثلة ميمي شكيب والممثل سراج منير. كان السهرة من تنظيم وإعداد الناقد الفني والمؤرخ السينمائي حسن إمام عمر الذي طلب من الشاعر أحمد رامي كتابة أغنية تجمع نجم هذه الفترة عبد الحليم حافظ مع ليلى مراد، وكانت إجابة أحمد رامي: "لما يسمعوني حاجة حلوة تعجبني".
وقام المعجبين بنشر هذا المقطع على اليوتيوب أكثر من 10 مرات وحقق مايزيد عن مليون و300 ألف مشاهدة حتى منتصف 2023. كما ظهرت نسخة من موسيقى الأغنية في هيئة "كاريوكي" مجهزة ليغني بمصاحبتها الهواة.
استخدم الشاعر البورسعيدي عمرو أبوزيد شهرة الأغنية ليصدر ديوانه عام 2017 والذي يحمل نفس عنوان الأغنية "سنتين وأنا أحايل فيك" وهو شعر باللغة العامية المصرية.

## وصلات خارجية
https://www.youtube.com/watch?v=aHVjDPCsahs سنتين وأنا أحايل فيك
https://www.youtube.com/watch?v=gxt2FvvWojs سنتين وأنا أحايل فيك
https://www.youtube.com/watch?v=iZhHGHdkZEM سنتين وأنا أحايل فيك
https://www.youtube.com/watch?v=d5XnjgdlB5Y سنتين وأنا أحايل فيك
https://www.youtube.com/watch?v=ySjDbEOJhfg سنتين وأنا أحايل فيك
https://www.youtube.com/watch?v=OwQbbjHyhJM سنتين وأنا أحايل فيك
https://www.youtube.com/watch?v=F2F_w8wMXiU سنتين وأنا أحايل فيك
https://www.youtube.com/watch?v=s30e1IXxGTQ سنتين وأنا أحايل فيك
https://www.youtube.com/watch?v=FhSOYRcHG9I سنتين وأنا أحايل فيك
https://www.youtube.com/watch?v=Rl0bDWcjljk سنتين وأنا أحايل فيك
https://www.youtube.com/watch?v=IXcnXwqGcPE سنتين وأنا أحايل فيك
https://www.youtube.com/watch?v=tMIW9zqXOec سنتين وأنا أحايل فيك
https://www.youtube.com/watch?v=mCn1NfKUXwg سنتين وأنا أحايل فيك
https://www.youtube.com/watch?v=mwxCq-RgK6U سنتين وأنا أحايل فيك
https://www.youtube.com/watch?v=R2B291IRu6k سنتين وأنا أحايل فيك
https://www.youtube.com/watch?v=erwyYN6Awcg سنتين وأنا أحايل فيك
https://www.youtube.com/watch?v=sD6Ca6p_f4s سنتين وأنا أحايل فيك
https://www.youtube.com/watch?v=hWfnZcZ7bEA&t=40s سنتين وأنا أحايل فيك
https://www.youtube.com/watch?v=xlst6NdBfhA سنتين وأنا أحايل فيك